# Tartsay Vilmos
Tartsay Vilmos vagy Tarcsay Vilmos (Érsekújvár, 1901. július 22. – Budapest, 1944. december 8.) vezérkari százados, részt vett a magyar ellenállási mozgalomban a második világháború idején.

## Katonai pályafutása

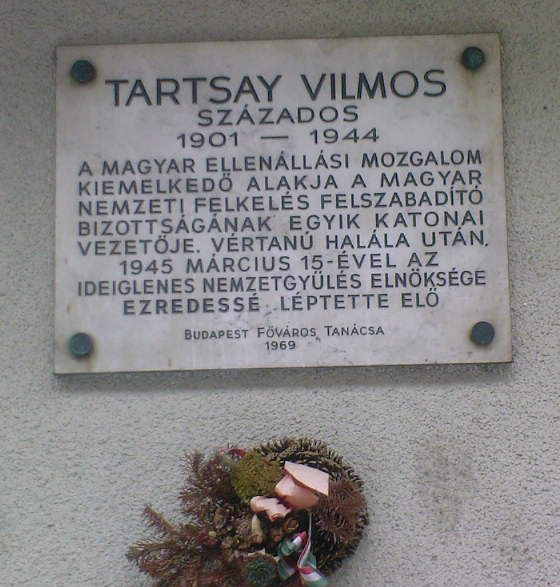
Emléktáblája Budapest XII. kerületében, a róla elnevezett utcában

Katonacsaládból származott. Apja, Tarcsay Pál (1873–1909), főiskolai tanár, anyja, ormódi Ormody Rózsa volt. Apai nagyszülei, Tarcsay János (1840–1892), a magyar földintézet pénztárnoka, székesfővárosi képviselő, és Wimmer Ludovika (1851–1915) voltak. Anyai nagyszülei ormódi Ormody Vilmos biztosítótársasági vezérigazgató, közgazdasági író és Eisenberger Amália voltak. Nagybátyjai katonatisztek voltak: ifjabb Tarcsay János királyi százados, Filotás Ferenc honvédhuszár ezredes volt. Unokatestvére, Filótás Tivadar (1903–1945), huszárőrnagy volt.
A hagyományokat követve elvégezte a Ludovika Akadémiát, majd a vezérkari iskolát, 1933 májusától különböző csapattesteknél szolgált Debrecenben, Örkénytáborban mint vezérkari százados. Közben a közgazdasági egyetemen doktorált. A felvidéki bevonulás idején az I. hadtestparancsnokság anyagi vezérkari tisztje, 1940 nyarán és őszén, az erdélyi bevonulás idején csapattisztként szolgálta a nagyváradi huszárezredben. Az ország fasizálódását látva nyugdíjazását kérte, 1941. július 1-jén került nyugállományba. Ezután a gazdasági életben helyezkedett el, konzervgyárosként tevékenykedett.

## Szerepe az ellenállási mozgalomban
1944. október 15-e után telefonon felhívta Nagy Jenő ezredes, és személyes találkozót kért tőle. A megbeszélésen Budapestről volt szó és Nagy kérte Tartsay segítségét, aki azzal a feltétellel vállalta azt, hogy a kérésen nem ellenkeznek a fennálló renddel, valamint nem ütközik a katonai múltjával. Nagy Jenő először 1940 novemberében kért segítséget Tartsaytól, egyrészt a Nagy-Budapest és az ország műkincseinek védelmi intézkedéseiben, másrészt, hogy a kialakult szervezet a gyárakban és üzemekben megfigyeléseket végezzen. Ekkor alakult ki a szervezetben a feladata, amely főleg a toborzás volt. Ennek keretében szervezte be Révay Kálmánt 1944 végén azonban Nagy Jenő ezredes hatására bekapcsolódott a Magyar Nemzeti Felkelés Felszabadító Bizottsága katonai vezérkarának munkájába, többek között a lakását (Perczel Mór u. 4.) és az irodáját (Benczúr u. 32.) is a rendelkezésükre bocsátotta, az összejövetelek.szervezését is vállalta. A mozgalom katonai szervezetében, személy gyűjtés és elosztás volt a feladata. Kapcsolatban volt Nagy Jenő ezredesen kívül többek között még Almássy Pál alezredessel, Radványi Imre őrnaggyal. A szervezet jellegzetessége az volt, hogy a beszélgetés elején a "mozi" szót belefűzték a mondanivalójukba, így biztosak lehettek abban, hogy mozgalmi emberről van szó. A szervezet Budapestet négy részre osztotta és az embereit arra utasította, hogy figyeljék meg a gyárakat, vasútvonalakat, szükség esetén eltorlaszolható területeket, szervezzenek maguk alá embereket. Nagy Jenő volt a vezérkari főnök, aki a mozgalom vezetésére Kiss János ny. altábornagyot kérte fel, aki ezt a felkérést örömmel vállalta. 1944. november 22-én tartoztatták le saját lakásán, a többi katonatiszttel együtt, akikkel éppen gyűlést tartott (ekkor elfogták még: Dr. Bajcsy-Zsilinszky Endre országgyűlési képviselő, vitéz Kiss János nyugalmazott altábornagy, Nagy Jenő vezérkari ezredes, Almásy Pál hadmérnökkari alezredes, Balássy Miklós vezérkari őrnagy, Tóth István vezérkari százados, Schreiber József eü. őrnagy, Kővágó József hadműszaki törzskari százados, Révay Kálmán tartalékos huszár százados, Makay Miklós vegyészmérnök, Boldizsár Iván újságíró, Dr. Bajcsy-Zsilinszky Endréné, Dr. Tartsay Vilmosné) Később bíróság elé állították, majd kivégezték. Emlékét az ország számos településén róla elnevezett utca őrzi.

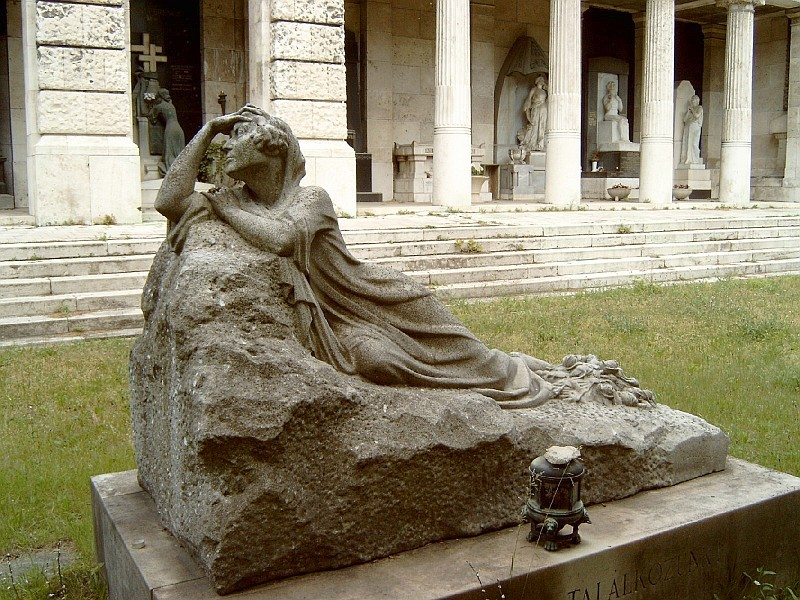
Tarcsay Vilmos sírja Budapesten. Kerepesi temető: Á. B. út. Somló Sári alkotása.